# Drakenberg
De Drakenberg is in de fantasyserie Het Rad des Tijds geschreven door Robert Jordan een grote berg nabij Tar Valon.
De berg ontstond toen de Verzaker Ishamael de Draak Lews Therin even genas van zijn krankzinnigheid door de smet op Saidin - daar geplaatst door de Duistere na de verzegeling van de Bres - en hem liet tonen wat hij gedaan had: hij had in zijn krankzinnigheid al zijn vrienden en familie vermoord, waaronder zijn vrouw Ilyena.
Lews Therin werd gek van verdriet, zwoer de Verzakers te zullen vermoorden als hij kon, en trok vervolgens te veel Saidin aan, meer als hij zelf kon putten.
Lews Therin ging daar dood en de Drakenberg ontstond.
Volgens de Voorspelling van de Draak zal op de hellingen van de Drakenberg de Herrezen Draak worden geboren, en inderdaad Rhand Altor op de laatste dag van de Slag van de glanzende muren in de Aiel oorlog geboren op de hellingen van de Drakenberg.